# Сушрута
Сушрута (санскр. सुश्रुत, IAST: Suśruta) — индийский медик и писатель, которого называют «отцом хирургии» и «отцом пластической хирургии». Является автором важнейшего и древнейшего индийского медицинского трактата «Сушрута-самхита». 
Время и место жизни Сушруты точно неизвестны: он жил не позднее конца VIII века до н. э., когда его сочинение было переведено на арабский язык. Предположительно Сушрута принадлежал к древней медицинской школе в Каши (ныне Бенарес).
В сочинениях Сушруты сообщается о вскрытиях трупа; им описано 500 мышц, 300 костей, 107 сочленений, 70 кровеносных сосудов и другие органы тела. Описаны также правила личной гигиены, свыше 700 лекарственных растений и лекарственных средств животного и минерального происхождения, способы их приготовления и применения. В своих сочинениях он описал многие острые и хронические болезни, привёл симптомы заболеваний, позднее ставших известными как оспа, холера, рожа, диабет, эпилепсия. Особую известность Сушрута приобрел как выдающийся хирург древности. В его трудах упомянуто более 100 хирургических инструментов, различные зонды, шелковые и льняные нити. Он осуществлял хирургические вмешательства, пользовался прямыми и кривыми иглами, применял в качестве анестезирующих средств белену и гашиш. Им описано 14 форм перевязок. Он производил ампутации, пластические операции, имеются описания врачебных приемов в случаях трудных родов, кесарева сечения. Сушрута сообщает о 72 видах болезней глаз, описывает операцию удаления катаракты; ему приписывают применение магнита для удаления инородных тел из глаза.
По преданию, Сушрута был учеником самого бога врачебного искусства Дханвантари, воплотившегося в образ Диводасы, царя в Каши. Приписываемое Сушруте сочинение «Сушрута-самхита» содержит полную систему индийской медицины. Язык его прост и ясен и может быть поставлен рядом с языком эпической поэзии, хотя отсутствие в нём более древних форм свидетельствует о его позднейшем происхождении. По преданию, Сушрута написал его по просьбе своих соучеников, спрашивая для его составления самого Дханвантари. Существует несколько изданий его трактата (Калькутта, 1836, 1873, 1885). Переводы — латинский (Эрланген, 1845—1854) и английские, неоконченные (Калькутта, «Biblioth. Indica», 1883—1891 и 1897).